# Fedone
(Incipit del Fedone 57 a)
Il Fedone (in greco antico: Φαίδων?, Phàidōn) è uno dei più celebri dialoghi di Platone. Ultimo dialogo della prima tetralogia di Trasillo, sembrerebbe un dialogo giovanile del filosofo, anche in considerazione del contesto in cui si svolge (la morte di Socrate). Lo studio stilistico dell'opera, tuttavia, più narrativa che dialogica, motiva alcuni studiosi ad assegnare l'opera al periodo della maturità.
L'accordo sulla datazione (386-385 a.C.) dipenderebbe principalmente da due elementi: il forte condizionamento pitagorico della discussione, che fa pensare a una composizione prossima al primo viaggio siciliano e ai contatti con la comunità pitagorica di Archìta, ma anche l'assenza di esplicite intenzioni pedagogiche, che spinge a ritenere il dialogo precedente alla fondazione dell'Accademia.
Ma già Diogene Laerzio cita un aneddoto (inventato ma significativo) secondo cui, durante la prima lettura del Fedone, l'uditorio composto da concittadini ateniesi, abituati ai dialoghi socratici (Λόγοι Σωκρατικοί), genere letterario sorto dopo la morte di Socrate a opera dei tanti discepoli) avrebbe abbandonato il luogo della lettura (non riconoscendo il personaggio), e ad ascoltare sino alla fine non sarebbe rimasto che un meteco: Aristotele.
Argomento centrale è l'immortalità dell'anima, in sostegno della quale Platone porta tre diverse argomentazioni: l'argomento degli opposti, la dottrina della reminiscenza (maggiormente approfondita nel Menone), l'argomento secondo il quale l'anima ha natura analoga a quella delle idee.
Platone, durante la discussione circa l'immortalità dell'anima, attribuisce a Socrate una frase che contraddice le teorie del suo maestro: Socrate, infatti, secondo la maggior parte delle fonti, attribuisce alla ragione-parola (il logos) la capacità di raggiungere ogni verità; nel dialogo invece egli ammette che la ragione abbia dei limiti nel caso proprio della certezza dell'immortalità dell'anima, annullando così di fatto tutte le sue precedenti concezioni filosofiche:
Celeberrimo è il finale, dove Socrate, morente per aver ingerito un phàrmakon (secondo una discussa tradizione, la cicuta) e circondato dai suoi allievi piangenti, chiede al suo fidato amico Critone di ricordarsi di offrire un gallo ad Asclepio (il dio della medicina), in ringraziamento, come sostengono alcuni studiosi, per la liberazione dalla vita. In realtà son forse possibili interpretazioni più convincenti, dal momento che tutto il pensiero socratico mal si concilia con un'immagine per così dire buddista di Socrate. Georges Dumézil, per esempio, suggerisce quest'interpretazione: Critone e Socrate erano scampati a una malattia della mente, avendo tutt'e due carezzato l'idea della fuga; ma erano presto rinsaviti e non si erano sottratti alle leggi: questo sarebbe il debito che Socrate e Critone (ecco il perché di quel noi nelle parole del filosofo) hanno nei confronti di Asclepio.

## Personaggi
I personaggi principali del dialogo sono:
- Fedone di Elide, allievo di Socrate e voce narrante del dialogo;
- Echecrate di Fliunte, filosofo pitagorico e interlocutore di Fedone nel dialogo diretto;
- Socrate, filosofo e maestro di Platone;
- Simmia di Tebe, filosofo tebano, ex-allievo di Filolào (un pitagorico) in seguito convertitosi alla dottrina di Socrate;
- Cebete di Tebe, altro ex-allievo di Filolao, amico di Simmia;
- Critone, facoltoso cittadino ateniese, amico e allievo di Socrate nonché protagonista del dialogo omonimo.

Altri personaggi presenti al momento della morte di Socrate: Apollodoro, Critobùlo (figlio di Critone), Ermògene, Epigene, Eschine, Antistene, Ctesippo di Peania, Menèsseno, Fedonda di Tebe, Euclide e Terpsione di Megara. Platone è invece stranamente assente, forse malato (59b): in realtà, nessun'altra fonte antica parla per quell'epoca di una malattia del filosofo, tanto grave da impedirgli di assistere il maestro nelle ultime ore. Con la sua assenza, Platone forse vuole affermare che il dialogo non sarà una cronaca puntuale della morte di Socrate, quanto piuttosto, come afferma Centrone, una sua ricostruzione letteraria in linea con lo spirito dialogico del maestro. Più precisamente Giovanni Reale, nella raccolta da lui curata dell'Opera Omnia platonica, evidenzia: «La spiegazione più probabile del fatto che Platone si citi qui come malato sarebbe questa: egli vuole rendere il lettore avvertito del fatto che quanto farà dire a Socrate non è la pura verità storica». E alcune pagine oltre prosegue: «Platone non presenta in questi dialoghi un documento storico, ma mette in bocca a Socrate le proprie convinzioni metafisiche e fornisce la grandiosa dimostrazione del mondo intelligibile delle Idee e dell'essere metasensibile».

## Cornice del dialogo

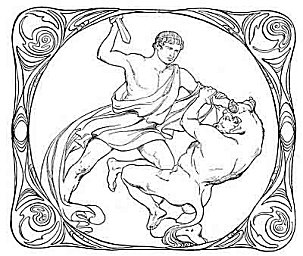
Teseo e il Minotauro

Echecrate, membro della scuola pitagorica di Fliunte, chiede a Fedone di narrare a lui e ai suoi allievi le ultime ore di Socrate, poiché le notizie giunte da Atene al riguardo sono poche e vaghe. Fedone, presente al momento dell'esecuzione, al contrario di Platone che si dichiara assente al momento narrato (espediente letterario), accetta di buon grado, e inizia a narrare ciò che accadde quel giorno, riportando i discorsi intrattenuti da Socrate con i due filosofi tebani Simmia e Cebète. Il dialogo si svolge, per l'appunto, a Fliunte, presumibilmente nella famosa scuola pitagorica della città.
Dopo un mese di prigionia, è infine giunto per Socrate il giorno dell'esecuzione, momento per lungo tempo rimandato, poiché dovevano far ritorno le navi che ogni anno venivano mandate a Delo in onore di Apollo, per ringraziarlo di aver aiutato Teseo a liberare Atene dal pericolo del Minotauro (58b).
Il dialogo di Platone è l'unica fonte che riporta notizie circa questa leggenda attraverso le parole di Fedone: gli ateniesi avevano fatto voto ad Apollo, di mandare ogni anno a Delo una ambasceria sacra se le sette coppie di ragazzi e fanciulle, portati a Creta da Teseo per liberarla dal Minotauro, si fossero salvati; da allora tutti gli anni adempivano a quel rito e avevano istituito una legge secondo la quale dall'inizio della cerimonia (il momento in cui il sacerdote cinge di corone la poppa della nave) la città si sarebbe dovuta conservare pura, bandendo le esecuzioni capitali e le guerre fino alla fine della cerimonia (ritorno della nave dal viaggio verso Delo). Solitamente il viaggio aveva la durata di un mese, ed è per questo che Socrate dovette attendere un mese prima che la condanna venisse eseguita.
Appresa la notizia dal messo degli Undici, Critone, Fedone e gli altri allievi della cerchia socratica si riuniscono attorno al maestro in carcere, per passare insieme a lui le ultime ore. Scena emblematica a cui si trovano di fronte è la tranquillità d'animo del filosofo, il quale - dietro invito di Apollo, apparsogli in sogno - ha iniziato a comporre poesie, mettendo in musica i propri insegnamenti (60d-61c). In questo senso, Platone ci informa che il Fedone sarà il «canto del cigno» di Socrate, come Socrate stesso ammetterà in 85a.

## Anima e corpo

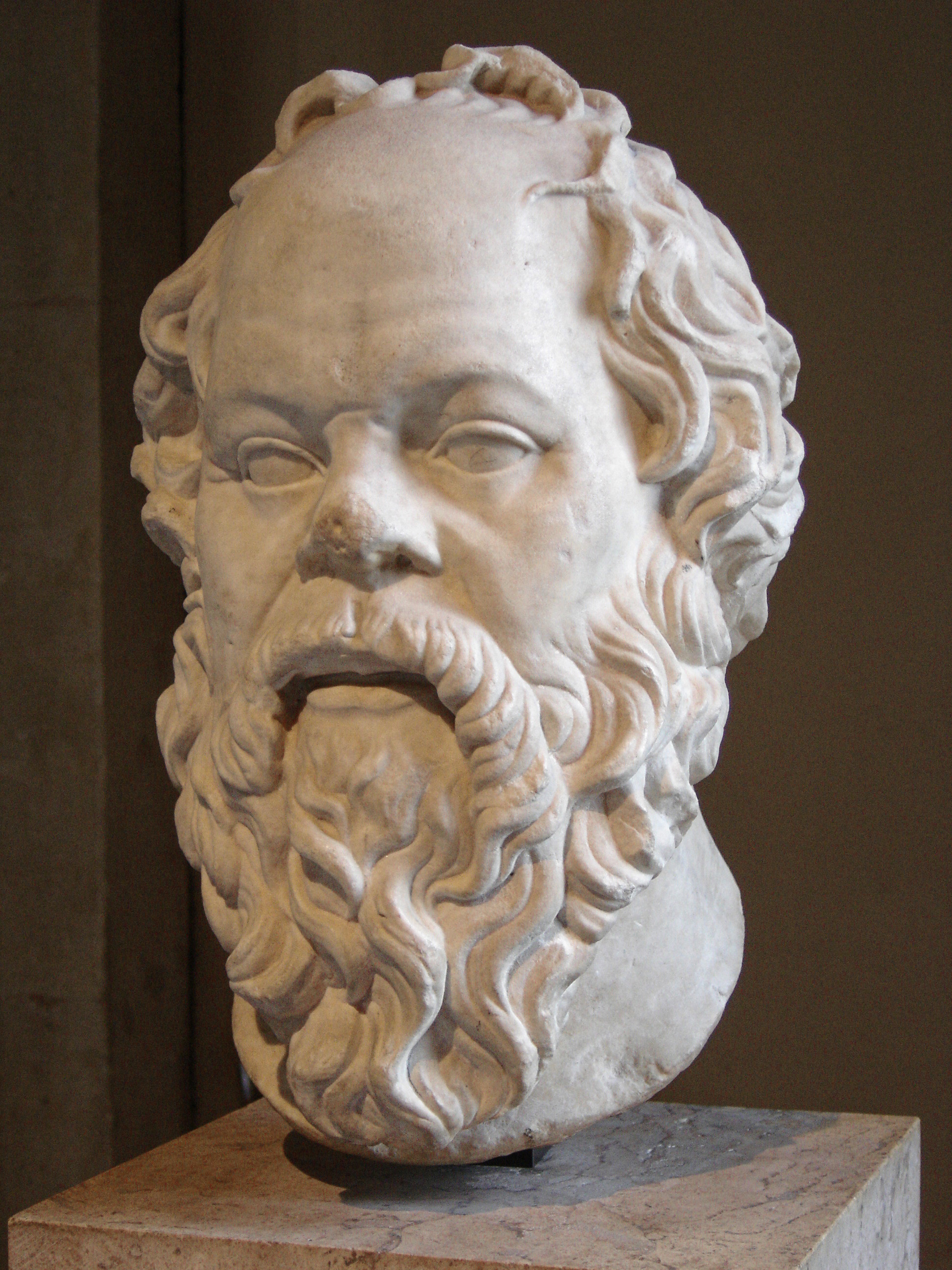
Ritratto di Socrate (Louvre)

Socrate inizia a discutere della propria condizione di condannato a morte con quelli che saranno i suoi interlocutori nel dialogo: i tebani Simmia e Cebète, allievi del pitagorico Filolao (61d). Socrate afferma infatti che la sua condizione non è affatto da compiangere, poiché qualsiasi filosofo, in quanto tale, desidera morire; ciò non significa, però, che la morte debba essere ricercata attraverso il suicidio, perché sarebbe un atto empio. L'apparente contraddizione che si viene a creare si scioglie nel momento in cui Socrate prende in esame il fatto che, come affermano certi misteri, il corpo è come un carcere, da cui non possiamo liberarci di nostra iniziativa: gli uomini sono infatti proprietà degli dèi, e sarebbe un gesto oltremodo empio togliersi la vita senza che essi lo abbiano ordinato apertamente (62a-c). Cebète tuttavia obietta a Socrate che, se gli uomini si trovano veramente nelle mani di padroni così buoni e savi come sono gli dèi, non vi sarebbe alcun motivo di desiderare la morte. A tali parole, Socrate risponde enunciando quello che sarà il fine del dialogo: il filosofo, quasi tenesse una seconda apologia, tenterà di dimostrare che nulla di male può accadere all'uomo buono né in vita né in morte, e che anzi, anche dopo la morte l'anima continuerà ad esistere, sempre protetta da divinità benevole (63b-c).
Continuando nella risoluzione del precedente paradosso, la morte è intesa come separazione dell'anima dal corpo. Il filosofo non si cura del corpo e dei suoi piaceri, ma ambisce al perfetto sapere, che appartiene solo all'anima. La morte, dunque, in quanto liberazione dal corpo, è una purificazione per l'anima; la vita del filosofo sarà allora un continuo esercizio di preparazione alla morte (64a-68b). In questo senso solo i filosofi sono coraggiosi e temperanti, mentre gli altri uomini, paradossalmente, lo sono per paura e intemperanza: la virtù infatti necessita la vera conoscenza e la purificazione da ogni altra passione, il che è prerogativa del filosofo, non dell'uomo comune (68b-69e).
Con questa prima dimostrazione generale si conclude la prima parte del dialogo.

## L'immortalità dell'anima
Come suggerito dal sottotitolo Περὶ ψυχῆς (Sull'anima), l'argomento su cui Socrate ragionerà insieme agli allievi nelle sue ultime ore (nella seconda e terza parte del dialogo) sarà la sua certezza nell'immortalità dell'anima. La dimostrazione di tale tesi è portata avanti con molta attenzione dal filosofo, così da persuadere completamente i suoi due interlocutori. Il timore di Socrate, il vero lutto da scongiurare, non è infatti la propria morte, bensì la «morte del logos»: come afferma parlando con il giovane Fedone, bisogna impegnarsi con tutte le forze per giungere, attraverso la maieutica, a un risultato positivo per la propria indagine. In caso contrario, il rischio è quello che il ragionamento muoia e, di conseguenza, si cada nella misologia - ovvero si inizi a diffidare del logos come strumento di indagine (89b-c).

### Le tre prove dell'immortalità dell'anima

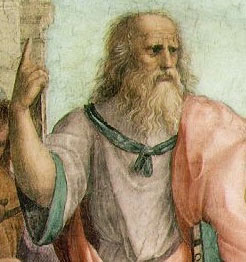
Platone

Il discorso di Socrate sulla morte come distacco dell'anima dal corpo viene accettato di buon grado dai due tebani. Tuttavia, ciò che ancora non li convince è l'effettiva immortalità dell'anima una volta uscita dal corpo. Come afferma infatti Cebète, gli uomini «temono che, nell'atto medesimo in cui ella si distacca dal corpo e ne esce, subito come soffio o fumo si dissipi e voli via». Inoltre, la persistenza dell'anima dopo la morte non basta per affermare che essa sia immortale: essa deve conservare anche «potere e intelligenza», cioè mantenere la propria coscienza individuale (70b).
Socrate inizia ad argomentare la propria tesi, proponendo tre prove.
1. Prova dei contrari (70c-72e). Anzitutto, Socrate mostra come ogni cosa tragga origine dal proprio contrario. Dal forte si genera il debole, dal grande il piccolo, dal veloce il lento, e, perché ciò avvenga, tra i due contrari vi deve essere un processo che permetta di passare dall'uno all'altro (per esempio: il crescere e il decrescere, il raffreddarsi e il riscaldarsi…). La stessa cosa accade per il vivere e il morire: dal vivo si genera il morto, e allo stesso modo, con il processo contrario del rivivere, dal morto si genera il vivo. E se è possibile rivivere, è necessario che le anime non scompaiano, ma continuino ad esistere anche fuori dal corpo. D'altra parte, se si esclude che dal morto nasca il vivo, si dovrebbe ammettere che una legge di natura («i contrari si generano dai contrari») non abbia valore universale, il che è impossibile. Questo argomento viene anche detto della palingenesi o dell'antapòdosi.
2. Prova della reminiscenza (72e-78b). Cebète richiama allora la dottrina della reminiscenza socratica (ἀνάμνησις anàmnēsis), secondo cui ogni nostro apprendimento è in realtà un ricordo di qualcosa conosciuto in precedenza, prima della nostra nascita. Ma, obietta Simmia, come può Socrate dimostrarlo, quali prove dà di questa teoria? Il filosofo richiama anzitutto l'attenzione su alcune basi condivise: se qualcuno ricorda qualcosa deve averla vista in precedenza; inoltre il ricordo di una cosa può smuoverne un altro (un oggetto, per esempio, ricorda l'innamorato) e tale associazione può avvenire anche di fronte alle semplici immagini dipinte di tali oggetti. Ora, noi diciamo che queste associazioni sono possibili in base alla somiglianza o alla dissomiglianza tra gli oggetti: ma il concetto di "simile", ovvero l'uguale in sé, da dove proviene? Poiché noi infatti lo conosciamo, è necessario che da qualche parte lo abbiamo visto e conosciuto, e siccome in questa vita abbiamo esperienza di oggetti uguali, ma non dell'uguale in sé, è necessario che sia successo in una vita precedente. A questo punto, Socrate può ricollegarsi al precedente argomento dell'antapòdosi, e riaffermare che le anime sono immortali e posseggono conoscenza.
3. Solo ciò che è composto può decomporsi (78b-80b). Nonostante tutto, Simmia e Cebète non sono ancora persuasi dalle parole di Socrate, e riportano la credenza di molte persone, secondo la quale l'anima, dopo la morte del corpo, si dissolve nell'aria. Socrate però allontana subito tali timori: solo ciò che è composto può decomporsi e, dissolvendosi nelle sue parti, perire. L'anima invece è simile alle idee le quali - e qui Socrate fornisce l'unica definizione delle idee presente nell'intero corpus platonico - sono quelle cose che «permangono sempre costanti e invariabili», le uniche che si possano pertanto dire «non composte». Essendo dunque congenere alle idee, e quindi di natura elementare e invisibile, l'anima non può modificarsi né tanto meno perire. Dimostrazione di questa superiorità dell'anima sul corpo è anche il fatto che è la prima a governare sul secondo, e non viceversa.[11]

Dopo queste tre dimostrazioni Socrate passa a descrivere il destino che le anime avranno dopo la morte. Lasciato il corpo, l'anima buona (cioè di chi ha praticato la filosofia e si è astenuto dalla stoltezza del corpo), di natura invisibile, va verso un luogo altrettanto invisibile (l'Ade, nel suo significato etimologico); le anime di quanti, invece, si sono dedicati solo a ciò che è corporeo, risulteranno appesantite da tutte le impurità accolte e potranno solo vagare come fantasmi per tombe e sepolcri (81d). La seconda parte del dialogo termina poi con un ulteriore discorso di Socrate circa la virtù dell'anima e l'importanza della filosofia.

### La dottrina dell'anima-armonia
La terza parte del dialogo inizia con un momento di stallo. Socrate e gli allievi rimangono in silenzio a riflettere su quanto appena detto, mentre Simmia e Cebète restano discosti a parlare tra di loro. Interrogati da Socrate, i due tebani affermano di non essere ancora del tutto persuasi e di avere altri dubbi circa l'effettiva immortalità delle anime. Per tale motivo, propongono a Socrate altre due obiezioni. Simmia afferma che il ragionamento proposto in precedenza si adatta anche all'idea che l'anima sia simile a un accordo musicale: come l'accordo è prodotto da uno strumento e non gli sopravvive una volta che lo strumento è rotto, allo stesso modo l'anima potrebbe essere un prodotto del corpo e dissolversi con esso. Cebète invece propone un'analogia con un tessitore di mantelli il quale, dopo aver fabbricato e usurato vari mantelli nel corso della propria vita, alla fine muore prima di aver consumato anche l'ultimo: non può essere allora che anche l'anima, dopo aver vissuto varie vite, alla fine si dissolva e muoia come il tessitore?
Socrate accetta queste due ultime obiezioni, ribadendo che dovrà rispondervi subito, poiché in futuro non ne avrà più l'opportunità. Anzitutto, si sofferma su quanto detto da Simmia. Il filosofo tebano ha riproposto una teoria di probabile origine pitagorica, la dottrina dell'anima-armonia: poiché infatti, dice Simmia, il corpo è l'unione ben temperata di caldo e freddo, umido e secco, e via dicendo, è possibile pensare che l'anima sia l'accordo che armonizza questi elementi - e che quindi, come qualsiasi armonia, essa scompaia con la scomparsa del corpo (85e-86d).
Dopo aver richiamato l'attenzione su alcuni punti condivisi delle precedenti dimostrazioni, Socrate obietta a Simmia che l'anima non può essere paragonata ad un accordo poiché, mentre l'anima governa il corpo e ne regola le passioni, l'armonia di uno strumento non può governare lo strumento stesso; al contrario, subisce delle modificazioni a seconda di quelle cui va incontro lo strumento (92e4-93a7). Il tebano, accettando allora la dottrina della reminiscenza, deve rifiutare quella dell'anima-armonia (94b-e). Inoltre, se tutte le anime fossero armonie, dovrebbero essere tutte uguali - mentre sono diverse - e dovrebbero sottostare ai desideri dei corpi, in quanto loro prodotti - mentre si è detto che avviene l'esatto contrario (93a-95a).

### La «seconda navigazione» e la ricerca delle cause prime
Persuaso Simmia, Socrate deve ora rispondere a Cebète. Il tebano infatti, ben più sottile dell'amico e concittadino, ha proposto un'obiezione tutt'altro che ingenua, la cui risposta richiede di cercare «la causa (αἰτία aitíā) della generazione e della corruzione delle cose» (96a). Pertanto, prima di rispondervi, il filosofo decide di richiamare l'attenzione sul metodo che si deve adoperare nelle indagini filosofiche.

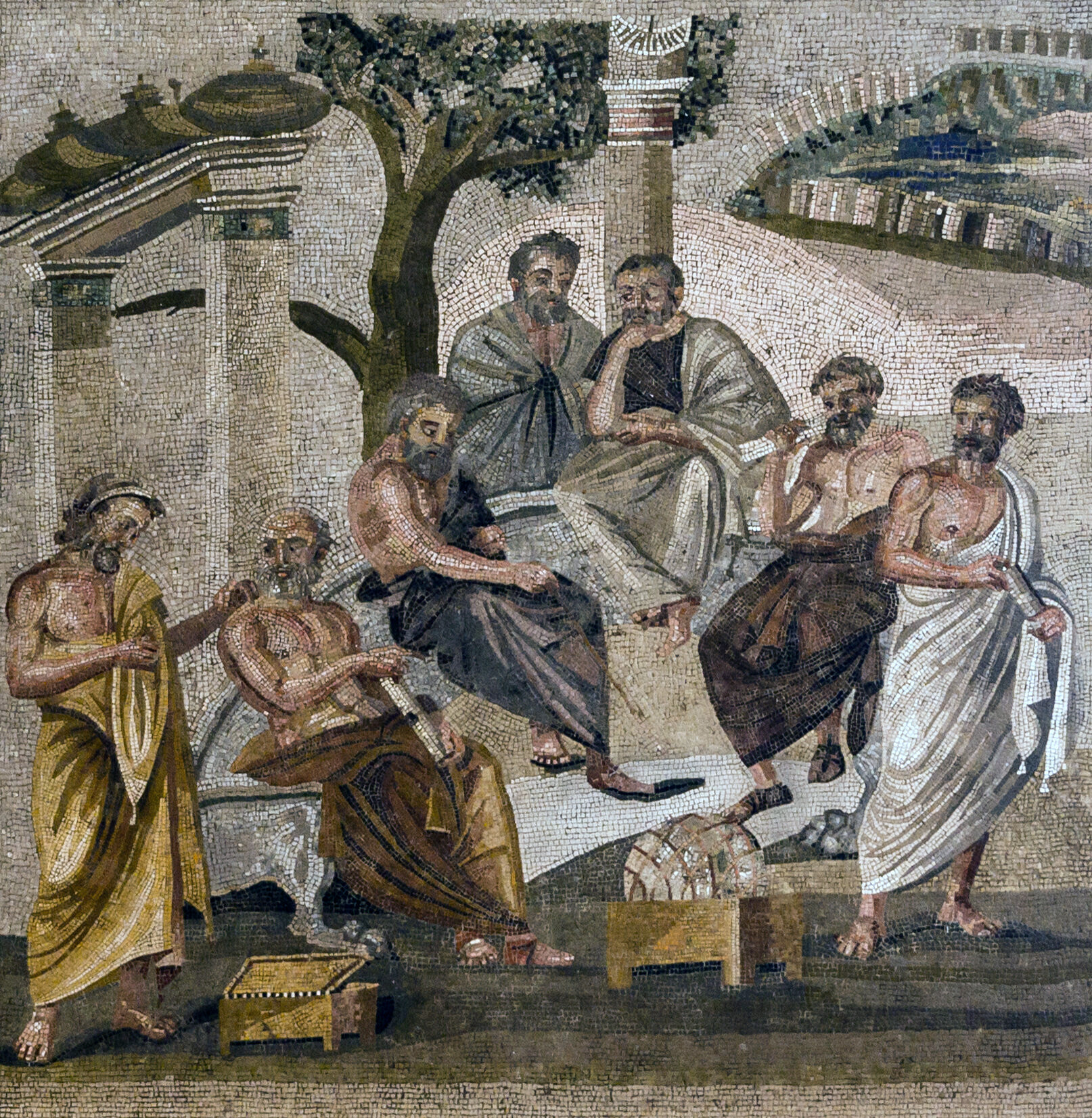
L'Accademia di Platone. Mosaico di Pompei

Socrate racconta di essersi dedicato in gioventù allo studio della natura, e di aver indagato le cause di tutte le cose senza però riuscire a rintracciare una causa prima. Sconfortato da risultati così deludenti, che per di più lo avevano confuso su quanto già sapeva, Socrate racconta di aver pensato di abbandonare quel genere di studi, finché un giorno non sentì leggere «da un tale» (forse da Archelao, suo maestro) alcuni passi del libro di Anassagora, in cui veniva addotta come causa di tutte le cose una mente ordinatrice (νoῦς nūs). Entusiasta, il giovane Socrate si era affrettato a leggere l'opera di Anassagora, ma la delusione fu grande quando si accorse che il filosofo riduceva tutto a cause materiali, come l'aria, l'etere, l'acqua (98c). Secondo simili tesi, commenta Socrate, sarebbe come cercare di spiegare la sua presenza in carcere adducendo a cause i suoi nervi e la conformazione dei suoi muscoli, invece che la sua scelta di accettare la decisione del tribunale.
Fu così che, non trovando né maestri né soluzioni, Socrate decise di mutare «modo di navigazione», ricorrendo qui alla nota metafora della seconda navigazione (99d; ad essa sembra far riferimento anche Simmia in 85d). Non vi è tra gli studiosi un'interpretazione condivisa di questa metafora, ma sembra comunque chiaro che Socrate abbia deciso di abbandonare lo studio degli enti (gli oggetti sensibili) per dedicarsi a quello delle cause prime, ben più difficoltoso. Come appare infatti dalla metafora dell'acqua in 99d5-6, non è possibile guardare direttamente le cose senza finire accecati: è dunque necessario ricorrere ad un filtro, ovvero ai discorsi (λόγοι lògoi). Rivolgendosi ai logoi è però facile perdersi. Per porre rimedio a questo pericolo, afferma Socrate, è necessario procedere con cautela: partendo da una regola generale, riconosciuta ben solida, se ne trarranno le conseguenze, le quali andranno messe in relazione con l'ipotesi di partenza, così da valutare se sono d'accordo oppure no, e quindi se sono accettabili o meno. Nel caso, poi, si dovesse dar ragione dell'ipotesi di partenza, bisognerà procedere allo stesso modo, ponendo via via altre ipotesi di valore sempre più universale, fino a raggiungere l'universalità massima (101c-e). In questo modo è possibile scoprire le cause prime (cioè le cose in sé, le idee) e quindi, per esempio, affermare che, se di due uomini uno è più alto dell'altro, il primo non supera il secondo per la testa, ma perché partecipa dell'idea della grandezza.

### L'ultimo argomento
Fatte queste premesse, Socrate può ora occuparsi dell'obiezione di Cebète. Nel precedente ragionamento si è detto che le cause prime sono le idee, di cui partecipano gli oggetti sensibili (100a). Ora, le realtà in sé hanno la caratteristica di non accettare in sé il proprio contrario - senza con ciò negare la legge secondo cui il contrario nasce dal contrario, poiché se il piccolo nasce dal grande, non per questo partecipa dell'idea del grande. Anche tra le cose, accade lo stesso: alcuni oggetti partecipano di uno solo dei contrari (per esempio, la neve del freddo, il due del pari), e quando ad essi si avvicina qualcosa che partecipa dell'idea contraria, essi o periscono o vanno via. Per esempio, la neve, che per essenza è fredda, se avvicinata al caldo si scioglie, e lo stesso i numeri pari, se sommati a quelli dispari diventano dispari (103c-105b).
Questo ragionamento viene applicato all'obiezione in campo: anche l'anima infatti partecipa essenzialmente di un'idea, quella della vita, e per questo motivo essa non potrà morire, poiché altrimenti l'idea della vita non sarebbe più vita; perciò, quando l'anima entra in contatto con la morte, non potendo accogliere su se stessa tale idea, essa se ne andrà via salva e incorrotta (106e). Socrate ha così dimostrato una volta per tutte che l'anima è per essenza immortale e incorruttibile. A Simmia e Cebète non resta che concordare con lui che bisogna prendersi cura della propria anima, e mantenerla sana attraverso l'esercizio della virtù.

## Il mito escatologico
Ma Simmia, nonostante non possa confutare gli argomenti di Socrate, non riesce ancora ad essere completamente persuaso (107a-b). Socrate allora racconta, come conclusione del dialogo, un mito escatologico/geografico, il quale descriverà quello che - ragionevolmente - dovrebbe essere il destino delle anime dopo la morte (108c-115a).
La Terra, afferma Socrate, è una sfera posta al centro dell'universo, ma quella che noi uomini conosciamo e abitiamo non è che una sua parte. Essa è infatti come una grotta sovrastata dall'aria, di cui noi abitiamo la parte interna - situazione paragonabile a quella degli organismi marini, i quali, vivendo sott'acqua, pensano che il limite del mondo sia il cielo. Ora, sulla terra, a sua volta, esistono altre cavità e altre voragini, la principale delle quali è quella che Omero e i poeti chiamano Tartaro, in cui confluiscono tutte le acque dei fiumi e dei mari e da cui poi escono di nuovo. In questo luogo, inoltre, vi sono vari fiumi che non mescolano mai le proprie acque, tra i quali i quattro principali sono l'Oceano, l'Acheronte (che, attraversando luoghi deserti, alla fine giunge all'Acherusiade, dove sono convogliate le anime dei morti prima della loro palingenesi), il Piriflegetonte (in cui scorrono i lapilli e la lava che poi eruttano dai vulcani) e lo Stige (che nasce dalla palude Stigia).
Per quanto riguarda il destino delle anime nell'Oltretomba, esse dovranno dapprima essere sottoposte a giudizio, in modo da distinguere quelle buone da quelle cattive: le buone ricevono un premio, le cattive vengono relegate per sempre nel Tartaro - o in altro luogo, secondo la colpa -, mentre quelle la cui vita non è stata né buona né cattiva vengono raccolte nella palude dell'Acherusia, dove dovranno purificarsi in vista dei premi futuri.

## La morte di Socrate (e della tragedia)

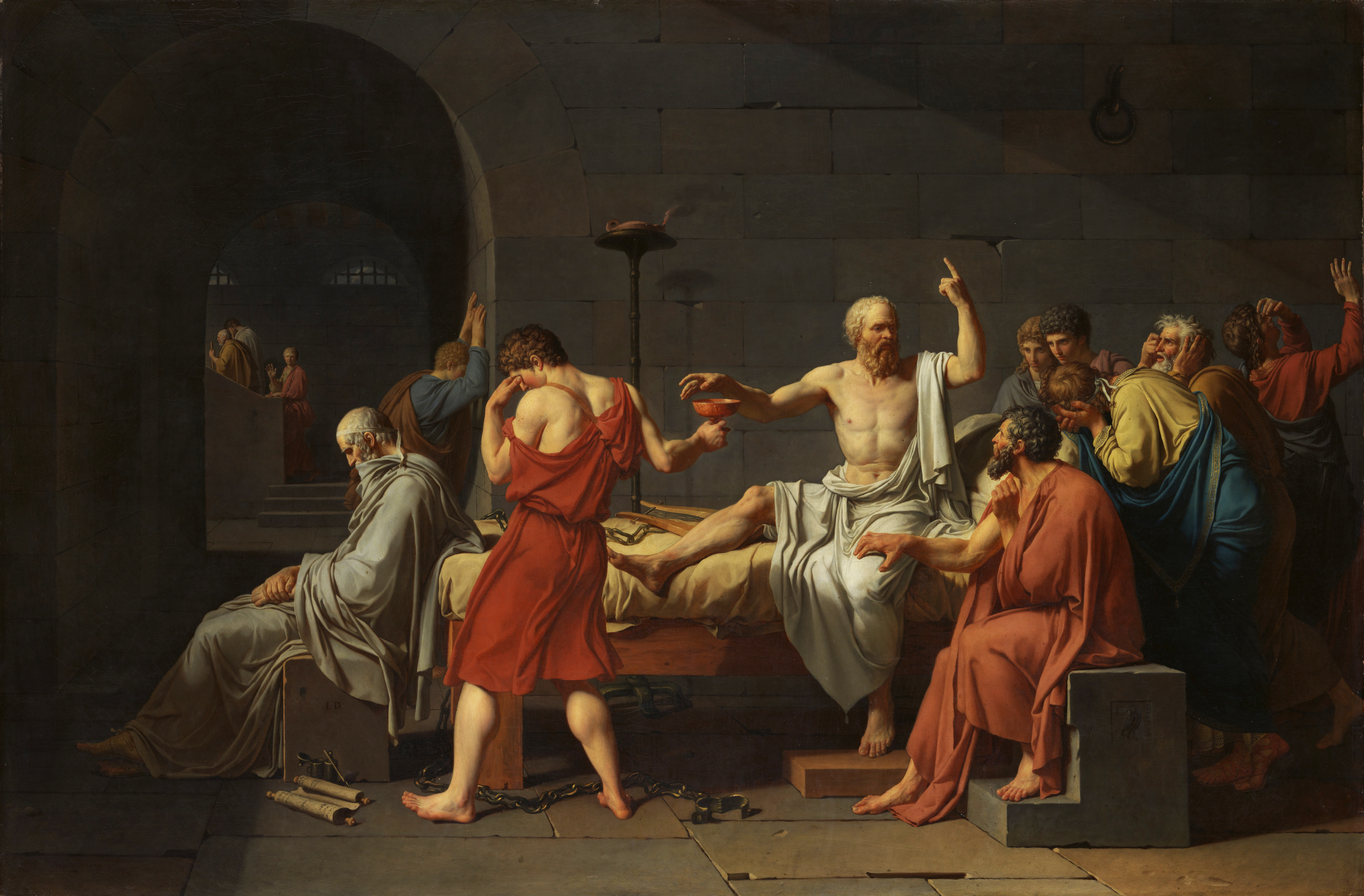
J.L. David, La morte di Socrate, 1787

Dopo tanti discorsi, viene però il momento per Socrate di abbandonare questa vita. La scena descritta da Platone, tuttavia, non è tragica: l'intero dialogo ha infatti dimostrato che all'uomo buono, che ha esercitato la filosofia per tutta la vita, non può succedere nulla di male né in vita né in punto di morte. Si viene così delineando l'immagine di Socrate come anti-eroe tragico, e il Fedone risulta in questo modo l'anti-tragedia per eccellenza.
Si consuma in questo modo quella che Nietzsche in La nascita della tragedia definisce la morte del tragico e dell'elemento dionisiaco in esso contenuto, ad opera dell'apollineo Socrate. Socrate, con la propria morte, dimostra nella pratica ciò che era andato spiegando durante la propria vita: non può succedere che il saggio soffra senza colpa a causa del proprio destino, ma anzi, gli dèi non gli imputeranno dolore e sofferenza. Questo è il più puro insegnamento che il logos socratico ci ha lasciato, la certezza, secondo ragione, che chi vive una vita morigerata, dedita alla filosofia e alla cura della propria anima, non deve temere alcun male.
Giunta l'ora, Socrate abbandona i propri allievi per congedarsi dai parenti, quindi si lava e, date le ultime raccomandazioni ai suoi cari, ribadisce a Critone che gli sta appresso di non preoccuparsi per la propria sepoltura, poiché la sua anima verrà liberata dal carcere in cui è stata rinchiusa per tanto tempo. Dopodiché, preso il pharmakon (la tradizione vuole fosse cicuta, ma i sintomi descritti hanno indotto alcuni interpreti a metter in dubbio tale notizia), trangugiatolo tutto d'un fiato - non prima di aver chiesto se fosse possibile offrirne in libagione agli dèi - Socrate muore.
Si riporta di seguito la celeberrima conclusione del dialogo (118a), nella «classica» versione di Manara Valgimigli:
- Sì, disse Critone, sarà fatto: ma vedi se hai altro da dire.

A questa domanda egli non rispose più, passò un po’ di tempo, e fece un movimento; e l’uomo lo scoprì; ed egli restò cogli occhi aperti e fissi. Critone, veduto ciò, gli chiuse le labbra e gli occhi.

Questa, o Echècrate, fu la fine dell’amico nostro: un uomo, possiamo dirlo, di quelli che allora conoscemmo il migliore; e senza paragone il più savio e il più giusto.»

## Importanza ed eredità
Il Fedone fu il modello letterario seguito da san Gregorio di Nissa per il suo  Dialogo sull'anima e la risurrezione, in cui commemora la sorella santa Macrina la Giovane in uno dei pochissimi dialoghi filosofici in cui è protagonista una donna.
Il Fedone ebbe un notevole seguito di lettori nell'antichità e fu commentato da numerosi filosofi antichi, come: Arpocrazione di Argo, Porfirio, Giamblico, Paterio, Plutarco di Atene, Siriano e Proclo.
I due più importanti commenti al Fedone che ci sono giunti dal mondo antico sono quelli di Olimpiodoro di Alessandria e di Damascio di Atene.
Il Fedone è considerato una formulazione seminale, dalla quale "tutta una serie di dualità, che si sono profondamente radicate nella filosofia, nella teologia e nella psicologia occidentali nel corso di due millenni, hanno ricevuto la loro formulazione classica: anima e corpo, mente e materia, intelletto e senso, ragione ed emozione, realtà e apparenza, unità e pluralità, perfezione e imperfezione, immortale e mortale, permanenza e cambiamento, eterno e temporale, divino e umano, cielo e terra".